# 1932 no teatro

## Nascimentos
| Data           | Nome             | Profissão              | Nacionalidade  | Observações | Ref |
| -------------- | ---------------- | ---------------------- | -------------- | ----------- | --- |
| 28 de janeiro  | Lurdes Norberto  | atriz                  | Portugal       |             |     |
| 27 de maio     | Consuelo Leandro | atriz e comediante     | Brasil         | m. 1999     |     |
| 28 de junho    | Pat Morita       | ator                   | Estados Unidos | m. 2005     |     |
| 16 de julho    | Laerte Morrone   | ator                   | Brasil         | m. 2005     |     |
| 2 de agosto    | Peter O'Toole    | ator                   | Irlanda        |             |     |
| 28 de agosto   | Raul Cortez      | ator                   | Brasil         | m. 2006     |     |
| 15 de setembro | Antônio Abujamra | ator e diretor teatral | Brasil         | m. 2015     |     |

## Mortes
| Data           | Nome          | Profissão | Nacionalidade | Observações | Ref |
| -------------- | ------------- | --------- | ------------- | ----------- | --- |
| 16 de setembro | Peg Entwistle | atriz     | Reino Unido   | n. 1908     |     |